# Govern Civil (Tarragona)
El Govern Civil és una obra arquitectònica de les darreres tendències de Tarragona protegida com a Bé Cultural d'Interès Local.

## Descripció
Edifici aïllat format per dos volums purs de diferent alçada. Un més baix, de planta baixa i un pis, que dona a l'Avinguda Companys, i un altre més alt, de planta baixa i cinc pisos, de forma lleugerament cúbica, que dona a la plaça i que estatja les oficines als baixos i les residències oficials als pisos superiors. Les obertures a les façanes anterior i posterior són mínimes, creant jocs clars i obscurs en contrast amb el revestiment de l'edifici, de marbre de tonalitats sèpia clar. Els murs laterals semblen cecs, si bé tenen finestres seguides semi-encastades.